# Elatostema minutifurfuraceum
Elatostema minutifurfuraceum är en nässelväxtart som beskrevs av Wen Tsai Wang. Elatostema minutifurfuraceum ingår i släktet Elatostema och familjen nässelväxter. Inga underarter finns listade i Catalogue of Life.